# Завада (герб)
Завада (пол. Zawada, Rawa odmienna) - шляхетський герб, різновид герба Равич. 

## Опис герба
У блакитному полі іде чорний ведмідь, на якому пані в золотій короні і червоній сукні, з піднятими руками. 
Клейнод: спливаючий чорний ведмідь між двома червоними прапорами. 
Намет блакитний, підбитий червоним. 

## Найперша згадка
Надайни Петрові Заваді, королівському придворному 27 серпня 1571 року. 

## Геральдичніий рід
Завада (Zawada). 